# Hithadhoo Zone 8 Stadium
Zone 8 Stadium – wielofunkcyjny stadion w Hithadhoo na Malediwach, na którym odbywają się głównie mecze piłki nożnej oraz zawody lekkoatletyczne. Stadion mieści około 1000 widzów